# Morske tratinčice
Morske tratinčice naziv su roda Xyloplax i najpoznatiji predstavnik podrazreda Concentricycloidea unutar razreda Zvjezdača. Žive isključivo na dubinama od 1000 metara i više, zbog čega se razlikuju od ostalih zvjezdača.
Otkrivene su 1986. godine te su otada pronađene i opisane tri vrste:
- X. janetae
- X. medusiformis
- X. turnerae

Zbog malobrojnosti i rijetkosti, njihova klasifikacija bila je popraćena brojnim neslaganjima i kontroverzama.

## Stanište
Morske tratinčice otkrivene su na tri dubokomorska nalazišta u teritorijalnim vodama Novog Zelanda, Bahama i sjeverne granice središnjeg Pacifika. Na svim nalazištima pronađene su na dubinama ispod 1000 metara.
Najviše jedinki, njih stotinjak, izbrojano je na nalazištu kod Bahama. Sredinom 2000-ih na području srednjeg Atlantika pronađeno je više nalazišta s po nekoliko desetaka jedinki, od kojih su neke pronađene i u zadružnom obliku.
Njihovo postojanje ne ugrožavaju ni ljudi ni dubokomorski grabežljivci.